# Michael Paryla (Schauspieler)
Michael Paryla (* 1935 in Wien; † 21. Januar 1967 in Hamburg) war ein österreichischer Film- und Fernsehschauspieler.

## Leben
Michael Paryla war der Sohn des österreichischen Theaterschauspielers Karl Paryla aus dessen erster Ehe mit Eva Maria geb. Steinmetz; jüngere Brüder aus zweiter Ehe des Vaters mit der Schauspielerin Hortense Raky sind Nikolaus und Stephan, beide ebenfalls Schauspieler. Ein Onkel war Emil Stöhr (geboren als Emil Paryla), ebenfalls Schauspieler und Regisseur; dessen Tochter Katja Paryla, Michaels Cousine, war gleichfalls Schauspielerin und Regisseurin. 

## Filmografie
- 1963: Gesprengte Ketten, Originaltitel: The Great Escape (US-amerikanischer Kinofilm)
- 1964: Aktion Brieftaube – Schicksale im geteilten Berlin
- 1964: Der Strohhalm
- 1965: Rosemarie
- 1965: Der Forellenhof – Gäste aus Kanada